# Danthoniopsis viridis
Danthoniopsis viridis är en gräsart som först beskrevs av Alfred Barton Rendle, och fick sitt nu gällande namn av Charles Edward Hubbard. Danthoniopsis viridis ingår i släktet Danthoniopsis, och familjen gräs. Inga underarter finns listade i Catalogue of Life.